# Themistios
Themistios, řecky Θεμίστιος (asi 317 – 388), byl pohanský filosof a rétor. Pocházel z Paflagonie, působil u konstantinopolského císařského dvora. Usiloval o soulad mezi pohanskou aristokracií a křesťanským panovníkem.
Je autorem 34 proslovů a několika komentářů k Aristotelovi.